# The Sunday People
The People, anteriormente conocido como Sunday People, es un diario británico semanal de tipo tabloide. Fue fundado el 16 de octubre de 1881. Su editor actual es Peter Willis.
Actualmente es publicado por Reach (ex Trinity Mirror Group). En julio de 2011 tuvo una difusión media de 806.544 ejemplares.

## Editores del diario
1881: Sebastian Evans
c.1890: Harry Benjamin Vogel
1900: Joseph Hatton
1907:
1913: John Sansome
1922: Robert Donald
1924: Hannen Swaffer
1925: Harry Ainsworth
1957: Stuart Campbell
1966: Bob Edwards
1972: Geoffrey Pinnington
1982: Nicholas Lloyd
1984: Richard Stott
1985: Ernie Burrington
1988: John Blake
1989: Wendy Henry
1989: Ernie Burrington (subrogante)
1990: Richard Stott
1991: Bill Hagerty
1992: Bridget Rowe
1996: Brendon Parsons
1998: Neil Wallis
2003: Mark Thomas
2008: Lloyd Embley
2012: James Scott
2014: Alison Phillips
2016: Gary Jones
2018: Peter Willis

## Columnistas famosos
- Garry Bushell escribía un artículo sobre opinión televisiva de dos páginas, "Bushell On the Box", pero se fue a comienzos de 2007, empezó a trabajar en el Daily Star Sunday
- Jimmy Greaves, exjugador de la selección nacional inglesa de fútbol[4]
- Fred Trueman, exjugador de críquet